# Club Balonmano Amadeo Tortajada
Club Balonmano Amadeo Tortajada fue un equipo de balonmano de Mislata (Comunidad Valenciana). 
Fundado en 1975 en la escuela Amadeo Tortajada de Mislata, al equipo se le conoció por el nombre de sus patrocinadores: Constructora Estellés, Valencia Urbana, Ferrobús Mislata y, bajo el nombre de Cementos La Unión Ribarroja, el equipo se trasladó en 2004 a la ciudad valenciana de Ribarroja de Túria.
Uno de los equipos punteros de los años de final de siglo XX y principios del XXI, el Club Balonmano Amadeo Tortajada, ganó dos  ligas españolas (en 2006 y 2007), y cinco copas de la Reina entre 1990 y 2006.  
Llegó a las semifinales de la Copa EHF en las temporadas 1994 y 1996, en sus dos primeras apariciones en las competiciones europeas. 
Su paso por las competiciones europeas fue brillante. En la temporada 1998 llegó a semifinales de la Copa de Europa y, al año siguiente, fue finalista de la Recopa de Europa. Coincidiendo con los primeros años del 2000 volvió a competir hasta en 5 ocasiones en las competiciones continentales.
En el año 2000 se proclamó campeona de la Copa EHF, convirtiéndose en el primer equipo español en conseguirlo. 
Amadeo Tortajada, su patrocinador principal, se derrumbó económicamente en el 2009, sólo tres años después de ganar un doblete, y se disolvió después del final de la temporada cediendo su puesto al Cementos La Unión Ribarroja.
Entre sus filas grandes e históricas jugadoras como Eli Pinedo, Silvia Navarro, Isabel Ortuño o una jovencísima Chana Franciela Masson De Souza.

## Denominaciones y temporadas[1]
- 2007/09 - Cementos la Unión-Ribarroja
- 2003/04 - Ferrobús Mislata
- 2002/03 - Ferrobús KU Mislata
- 1999/00 - El Ferrobús Mislata
- 1999/00 - Ferrobús KU Mislata
- 1998/99 - Ferrobús Mislata Tortajada
- 1997/98 - A.D. Amadeo Tortajada
- 1996/97 - Valencia Urbana

## Trofeos
- Liga española : 2
  - 2006, 2007
- Copa de la Reina : 5
  - 1990, 2001, 2003,[4] 2004,[5] 2006
- Supercopa de España : 2
  - 2003, 2006
- Copa EHF : 1
  - 2000

## Jugadoras
- Ver: Balonmanistas del Club Balonmano Amadeo Tortajada